# Tomás Eloy Martínez
Pour les articles homonymes, voir Martinez.
Tomás Eloy Martínez (16 juillet 1934 à San Miguel de Tucumán - 31 janvier 2010 à Buenos Aires), est un écrivain, journaliste et professeur argentin.

## Biographie
Après avoir étudié la littérature latino-américaine à l'université de Tucuman, et complété son cursus universitaire à l'université Paris-VII, Tomás Eloy Martínez a d'abord vécu à Buenos Aires. Il y a fait ses premiers pas dans le journalisme comme critique cinématographique pour le journal La Nación.
Entre 1969 et 1970, il a été reporter à Paris, avant de retourner à Buenos Aires pour devenir rédacteur en chef du supplément culturel de La Opinión (1972-1975). Contraint à l'exil pendant la dictature argentine (1976-1983), il s'est alors établi à Caracas, au Venezuela. Il y a fondé le journal El Diario de Caracas (en). Par la suite, il a été professeur à l'université du Maryland (Baltimore) à partir de 1985, puis à l'université Rutgers (New Brunswick) à compter de 1991. Il a également écrit dans différents journaux, dont le New York Times et El País
Tomás Eloy Martínez est notamment l'auteur de Santa Evita, roman argentin le plus traduit dans le monde.

## Œuvre
- Le Roman de Peron, roman, Robert Laffont, collection Pavillons, Paris, 1998. - rééd. 2014
- Santa Evita, roman, 10/18, Paris, 1998.
- Orgueil, roman, Robert Laffont, collection Pavillons, Paris, 2004.
- Le Chanteur de tango, roman, Gallimard, collection Du monde entier, Paris, 2006.
- Purgatoire, roman, Gallimard, collection Du monde entier, Paris, 2011.